# 吉尔伯特·戈特弗里德
吉尔伯特·杰瑞米·戈特弗里德（1955年2月28日—2022年4月12日）是美国栋笃笑喜剧演员、演员以及配音演员。曾配音的影视作品角色有《阿拉丁》中的鹦鹉艾格、儿童卡通数学教育节目《Cyberchase》中的“数字”（Digit）和《忍者神龟》中的“高等克朗”。曾为Aflac鸭配音至2011年。2022年4月12日因病逝世，享年67岁。

## 轶事
2006年，《波士顿凤凰》评选出了“全球十大最不性感男人”，戈特弗里德名列第一名。报纸评论称，“这个声音像鹦鹉，脸像腌肉的喜剧演员对‘性感’的意义就如同氪星石对超人的意义一样。”